# Дом ученика средњих школа Врање
Дом ученика средњих школа Врање је васпитнa установа у којој су створени оптимални услови за васпитање и образовање, културно–забавну делатност и физичку рекреацију, као и смештај и исхрану 200 средњошколаца и 100 студената.
Формиран је 1918. године као Американски дом за српску ратну сирочад. Мењао је локације и углавном радио у неадекватним условима, а 1981. године почиње са радом на новој адреси, где се и данас налази у улици Милунке Савић 41 у Врању.

## Историјат
Дом је формиран по завршетку Првог светског рата 8. октобра 1918. године, на иницијативу Јелене Лозанић и њеног супруга из Америке Џона Фротингама.
Званични назив Дома био је Американски васпитни дом за српску ратну сирочад, под покровитељством Њеног величанства Краљице Марије.
Први питомци примљени су у Дом 25. октобра 1918. године, који је био смештен у кући Јанче Стајића у данашњој улици Симе Погачаревића 15, одмах поред Узуновог сокачета. Данас се овај датум сваке године свечано обележава као Дан Дома.
Поред Фротингама, за Дом у Врању много су учиниле и Американка Хелен Кинг и Вида Матхесон, пореклом из Шкотске, као и врањски адвокат Јанча Стајић, који је дао на бесплатну употребу зграду за смештај деце. Јуна 1919. године због већег прилива деце, Дом се сели у три зграде својине Ристе Стајића, које су се налазиле на месту данашњег хирушког павиљона. Убрзо након овога и ове зграде постају тесне да приме све интересенте, те се 1924. године зидају два нова спратна објекта у облику ћириличног слова Г, чију изградњу финансира Риста Стајић. После Другог светског рата зграде су припале врањској болници. 
Посебна свечаност за Американски дом била је посета краља Александра и краљице Марије, септембра 1924. године, у чију част је организована велика свечаност. Током каснијих година, Дом је мењао своју локацију и назив али је настављао да траје и развија своју традицију. Од 1981. године, Дом почиње са радом на новој адреси, где се и данас налази, под називом „Дом ученика Сима Погачаревић“, а 1993. године, Одлуком Министарства просвете, Ресор за ученички и студентски стандард, добија назив „Дом ученика средњих школа Врање“.

## Дом данас
Данас је Дом савремена васпитнa установа која пружа корисницима услове за смештај и исхрану, васпитање и образовање, културно – забавну делатност и физичку рекреацију.
Дом Има два објекта, један је намењен за смештај ученика и студената, где има 90 соба као и неопходан простор за реализацију васпитно-образовних циљева и други у којем је смештена управа Дома, кухиња са трпезаријом, спортска сала и ученички клуб. Поред спаваона, на првом спрату постоји ТВ сала и просторија за спортске активности са теретаном а на другом спрату учионица са компјутерском просторијом, домска библиотека и просторија за рад секција. На трећем спрату су спаваоне, четири апартмана са засебним санитарним чворовима и простран дневни боравак који ученици користе за дружење и гледање телевизије.
Исхрана ученика и студената организује се у другој згради са савремено опремљеном кухињом и трпезаријом капацитета 500 корисника.
Домска библиотека поседује фонд са више од 2.000 наслова и 4.500 књига које су груписане по областима. Дом има спортску салу за мали фудбал, одбојку и кошарку.

### Секције у Дому
- Еколошка секција
- Драмско рецитаторска секција
- Макетарство
- Музичка секција
- Секција за ручни рад
- Ликовна секција
- Литерарна секција
- Секција за модерни плес
- Фолклорна секција
- Библиотечка секција
- Спортске секције (кошаркашка, мали фудбал,стрељачка, одбојкашка, стони тенис, шаховска секција)